# Ángel Riveras
Ángel Custodio Riveras de la Portilla (Zaragoza, 2 de octubre de 1908-Bayona, 2 de octubre de 1993) fue un regatista de vela y directivo deportivo español.
Participó en los Juegos Olímpicos de México 1968 en la clase Dragon con Manuel Baiget y Eugenio Jáudenes a bordo del "Deneb", yate del Real Club Náutico de Palma.

## Cargos directivos
Fue uno de los fundadores del Real Club Náutico de Madrid, del que fue su primer vicepresidente. Tras el fallecimiento del primer presidente, Álvaro de Urzaiz Silva, en 1962, ejerció de forma interina la presidencia del club.
Entre 1957 y 1965 fue Secretario Nacional de la clase Snipe en España, cargo al que llegó tras haber sido Secretario Territorial de Baleares. En 1962 fue elegido por unanimidad entre todos los secretarios europeos como Secretario General de Europa de la clase, y en 1966 fue nombrado vicecomodoro de la SCIRA, pasando a ser comodoro en 1970, convirtiéndose en el primer español en acceder a ese cargo.